# Pavilon Arsenal
Pavilon Arsenal (francouzsky Pavillon de l'Arsenal) je Informační, dokumentační a výstavní centrum urbanismu a architektury Paříže a pařížské oblasti (Centre d'information, de documentation et d'exposition d'Urbanisme et d'Architecture de Paris et de la métropole parisienne) v Paříži. Nachází se ve 4. obvodu na adrese Boulevard Morland č. 21. Centrum bylo otevřeno v roce 1988 a nabízí výstavy týkající se architektury a urbanismu.

## Historie
Pavilon Arsenal byl postaven v roce 1879 a místě bývalé továrny na střelný prach (odtud jeho název) pro bohatého obchodníka se dřevem jménem Bormiche, který zde chtěl uložit svou sbírku obrazů. Později byl přeměněn na sklad a připojen k obchodnímu domu Samaritaine. V roce 1954 budovu koupilo město Paříž a vytvořilo z něj depozitář městského archivu. Po jeho odstěhování radnice nechala budovu přestavět na současný výstavní prostor, otevřený v roce 1988.

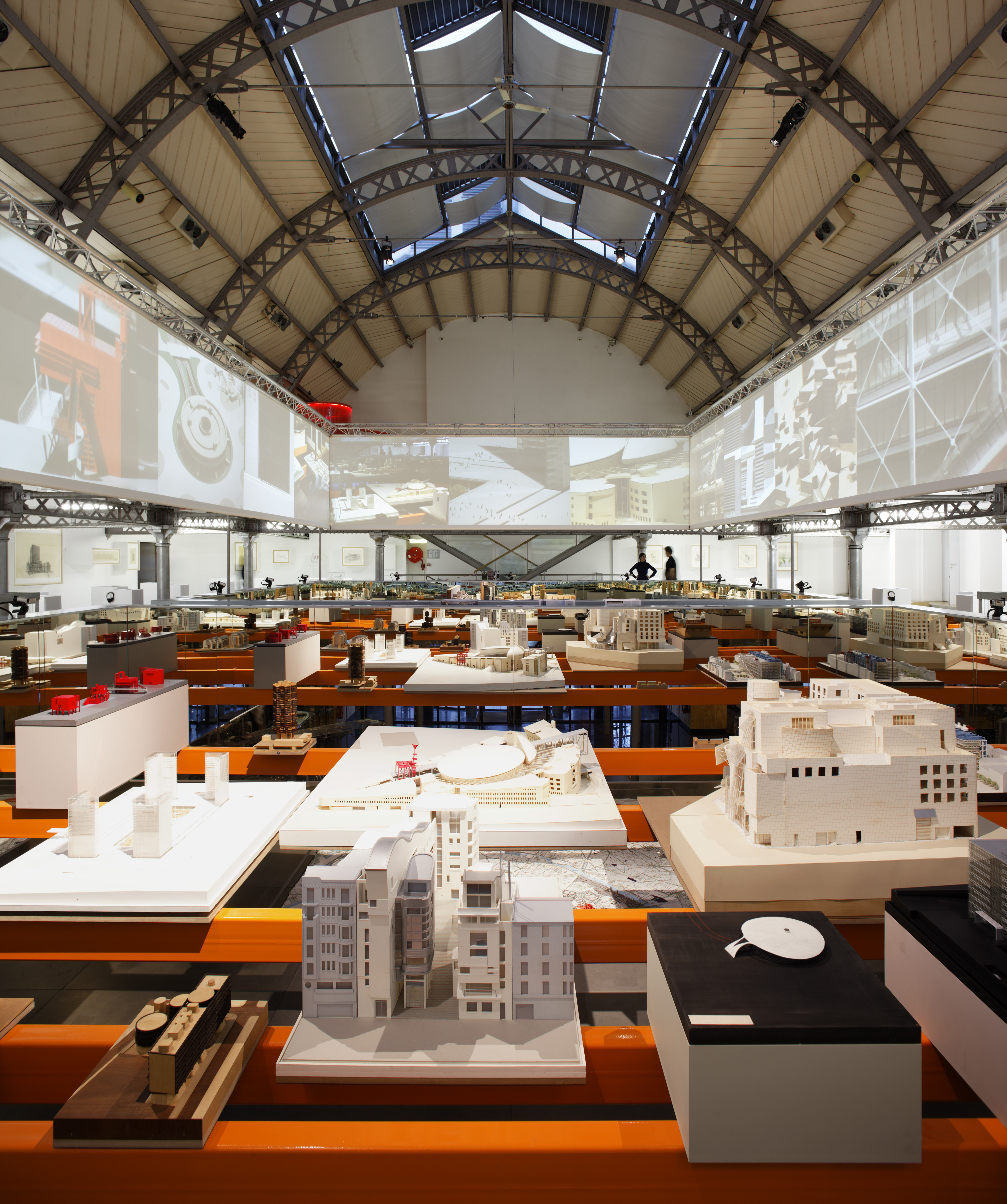
Výstava v pavilonu

## Dnešní využití
Pavilon je rozdělen do tří částí o celkové ploše 1600 m2:
- Stálá expozice v přízemí (800 m2) s názvem Paříž, prohlídka s průvodcem nabízí urbanistický vývoj města během staletí od dob Filipa II. Augusta po současnost. Zahrnuje mj. model města o rozloze 40 m2.
- V prvním poschodí je prostor pro dočasné výstavy (600 m2), které se obměňují třikrát do roka a týkají se pařížské architektury.
- Druhé patro představuje na 200 m2 aktuální projekty předložené v rámci architektonických soutěží vyhlášených v Paříži a v regionu Île-de-France.

Kromě pořádání výstav, které jsou pravidelně představovány i v jiných městech, pavilon má i jiné aktivity. Vydává knihy o architektuře a urbanismu a pořádá odborné přednášky. Od roku 1989 se jich uskutečnilo přes dvě stě a vystoupili na nich významní architekti jako Frank Gehry, Dominique Perrault, Yona Friedman, Jean Nouvel, Toyo Ito, Daniel Libeskind, Christian de Portzamparc aj.
Pavilon Arsenal nabízí rovněž mnoho služeb přístupných přes internet jako přes 350 filmů o pařížské architektuře, podílí se na databázi současné architektury, jeho dokumentační centrum obsahuje přes 70 000 fotografií od roku 1940 do současnosti. V pavilonu je i malé knihkupectví specializované na literaturu o architektuře.